# Nan'yō

Nan'yō (南陽市 Nan'yō-shi?) este un municipiu din Japonia, prefectura Yamagata.